# Mathieu Weiler
 (février 2016).
 (octobre 2023).
Mathieu Weiler, artiste plasticien, est né en 1976 à Grenoble.
Il vit et travaille à Paris.

## Biographie
Il rejoint Paris à l'âge de trois ans puis part pour Bruxelles à l'âge de quatorze ans. Il étudie une année à l'Académie royale des beaux-arts de Bruxelles avant de rejoindre l'École des beaux-arts de Paris dans l'atelier de Jean-Michel Alberola où il commencera sa série sur les autoroutes et le cinématographe. Il obtient son diplôme en 2001 avec les félicitations du jury ( Christian Bernard préside le jury). En 2003, Mathieu Weiler devient pensionnaire à la Villa Médicis. C'est une année de recherches sur le lien entre la peinture et le cinéma, il travaille dans l'atelier d'Ingres. Il expose  ses recherches dans l'atelier de Balthus à l'Académie de France à Rome . De 2004 à 2006 Il travaille au centre des Récollets, à Paris. En 2006 il obtient une résidence au centre d'art « La synagogue de Delmes » en Lorraine. En 2011 il travaille à la Fonderie Darling à Montréal. En 2015, c'est à Chicago au Hyde Park Art Center (en) qu'il poursuit ses recherches.

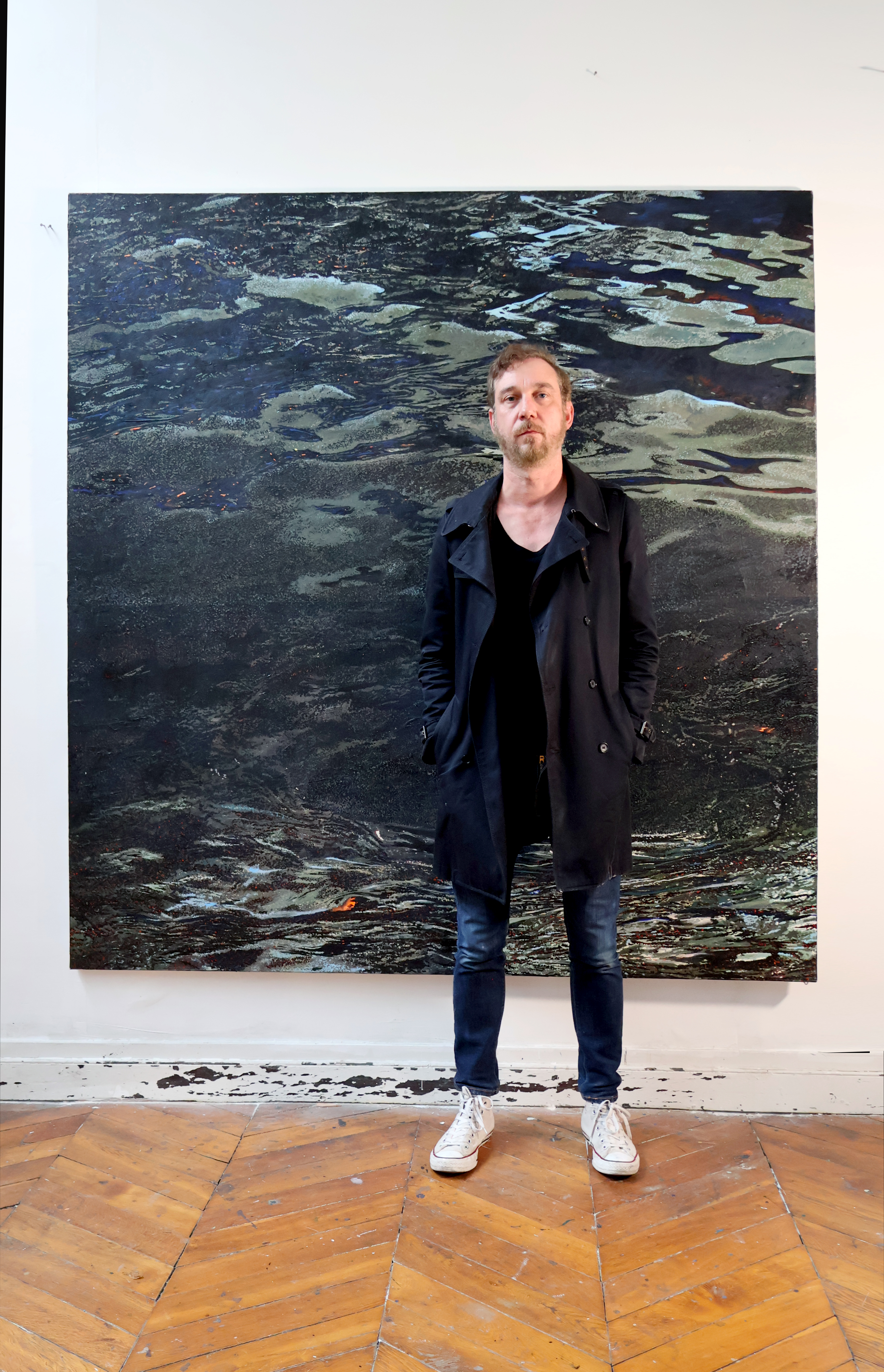
Mathieu Weiler dans son atelier à la Ruche.

Il travaille depuis 2008 à la Ruche à Paris.
Il est représenté par la galerie Laure Roynette à Paris

## Sources
- cac-synagoguedelme.org/fr/residencies/48-mathieu-weiler
- www.villamedici.it/fr/résidences/pensionnaires-depuis.../weiler-mathieu/
- fonderiedarling.org/Weiler-Mathieu.htm
- laruche-artistes.fr/portfolio/mathieu-weiler/